# NOS1
Синтаза оксида азота 1, нейрональная синтаза оксида азота — фермент человека, кодируемый геном NOS1 на 12-й хромосоме. Вопреки названию, данная форма NO-синтазы экспрессирована не только в мозге, но также и в мышцах.

## Клиническое значение
Отмечается возможная роль NOS1 при астме, шизофрении и синдроме беспокойных ног.
Предрасположенность к гипертрофическому пилоростенозу новорожденных (OMIM 179010) значительно ассоциирована с вариациями гена NOS1.